# Kristina, vergiß nicht
Kristina, vergiß nicht ist ein Jugendbuch von Willi Fährmann und letzter Teil der Tetralogie Die Bienmann-Saga. Der Roman beschäftigt sich mit den Spätfolgen des Zweiten Weltkriegs, den Deutschstämmigen in Polen, die als Spätaussiedler nach Deutschland kommen.

## Inhalt
Kristina, ihre Großmutter, ihre Mutter Rosa und ihr Bruder Janec leben in Skoronow/Polen. Während der Eroberung Ostpreußens durch die Rote Armee ist ihre Familie nicht wie die Verwandten aus Das Jahr der Wölfe nach Westen geflohen, sondern geblieben, und musste sich in die polnische Gesellschaft integrieren. Trotzdem besteht die Großmutter weiter darauf, deutsch zu sprechen, und beantragt bei den polnischen Behörden wiederholt die Ausreise der Familie.
Kristina fühlt sich im Kreise ihrer Freunde in Polen ganz wohl. Sie spielt Querflöte und hat Erfolg in der Schule. Die Freundschaften werden allerdings durch die Ausreise-Pläne ihrer Familie gekappt. Im neunten Versuch hat es geklappt, der Ausreiseantrag ist endlich genehmigt worden.
Die Familie verlässt Polen im Februar 1971 und landet zunächst in einem kleinen Zimmer im Durchgangslager Unna-Massen, später im Ruhrgebiet. Dort treffen sie auch Kristian, Kristinas Vater, wieder, der schon einige Jahre zuvor in die Bundesrepublik geflüchtet war. Gemeinsam mit ihnen siedelt auch eine weitere Familie aus Skoronow mit deutschen Wurzeln in die Bundesrepublik um, die Donatkas. Doch die Umsiedlung fällt allen Beteiligten nicht leicht: Kristina hat Sprachschwierigkeiten, fühlt sich im überreichen Warenangebot des Konsumlandes unwohl, sieht sich unerwarteten Vorurteilen ausgesetzt und vermisst ihre Freunde. Erst durch John, einen Klassenkameraden, und ihre Talentierung zum Flötenspiel findet sie einen Halt und beginnt, erste Wurzeln in Deutschland zu schlagen. Nachdem sie den Schritt der Aussiedlung auch innerlich vollzogen hat, kann sie es auch ertragen, ihre Großmutter sterben zu sehen.